# Senza esclusione di colpi 2
Senza esclusione di colpi 2 (American Kickboxer) è un film statunitense del 1991 diretto da Frans Nel. Il film non ha nulla a che vedere con il film del 1988 Senza esclusione di colpi con Jean-Claude Van Damme e per di più ha avuto anche il sequel American Kickboxer 2 del 1993 con Dale ''Apollo'' Creek e Evan Lurie.

## Trama
Robert James Quinn detto B.J. e Chad Hunter diventano rivali per il titolo, infatti la loro unione passa in secondo piano ad un vantaggio per una rivalità sportiva per contendersi il titolo per il campionato del mondo di Kickboxing.